# Epsilon1 Arae
Epsilon1 Arae (ε1 Arae, förkortat Epsilon1 Arae, ε1 Ara)  är en ensam stjärna belägen i den mellersta delen av stjärnbilden Altaret. Den har en skenbar magnitud på 4,07, är synlig för blotta ögat där ljusföroreningar ej förekommer. Baserat på parallaxmätning inom Hipparcosuppdraget på ca 9,0 mas, beräknas den befinna sig på ett avstånd på ca 360 ljusår (ca 111 parsek) från solen.

## Egenskaper
Epsilon1 Arae är en orange till röd jättestjärna av spektralklass K3 III . Stjärnan har en beräknad massa som är ca 75 procent större än solens massa, en radie som är ca 34 gånger större än solens och utsänder från dess fotosfär ca 640 gånger mera energi än solen vid en effektiv temperatur av ca 4 200 K.